# Muškatno orahovo drvo
Muškatno orahovo drvo (lat. Myristica fragrans) je vazdazeleno drvo iz porodice muškatovčevke (Myristicaceae) koje naraste do 20 metara u visinu, a ima muška i ženska stabla.
Stabla mogu doživjeti i sto godina. Ima desetak centimetara duge listove i oko 6 cm velike bijele cvjetove. Ženska stabla počinju davati plodove nakon osme godine. Plodovi su mesnati, kruškolikog oblika, žućkaste do crvenkaste boje. U tom plodu nalazi se sjemenka intenzivnog mirisa i slatkastog okusa, što je zapravo ono što je poznato kao muškatov oraščić.
Prirodno stanište ove biljke je na otočju Banda, pobliže, jednoj skupini u okviru Molučkog otočja u Indoneziji. Muškatni oraščić ima i ljekovito djelovanje. U narodnoj medicini služi za jačanje želuca, liječenje treperenja srca i ubrzanog rada srca, liječenje groznice i slabe cirkulacije. Poznat je i kao afrodizijak, pa služi i za jačanje i pobuđivanje spolnog nagona.
Budući da djeluje kao narkotik, te kao toksin, potrebno ga je uzimati s oprezom i u malim količinama. Ako se upotrebljava kao zamjena opijumu, česta ili velika uporeba može dovesti do stanja epileptičke konvulzije i do postupne smrti.
U kulinarstvu se upotrebljava u dijetalnim jelima, jelima s mesom, juhama, kolačima i medenjacima.